# Pseudattulus
Pseudattulus Caporiacco, 1947 è un genere di ragni appartenente alla famiglia Salticidae.

## Etimologia
Il nome del genere è composto, per la prima parte, dal prefisso greco ψεῦδο-, psèudo-, che significa falso, fasullo, ingannevole, seguito da Attulus, altro genere dei salticidi con cui ha varie caratteristiche in comune.

## Distribuzione
Le due specie oggi note di questo genere sono state rinvenute in alcune località del Venezuela e della Guyana.

## Tassonomia
A dicembre 2010, si compone di due specie:
- Pseudattulus beieri Caporiacco, 1955 — Venezuela
- Pseudattulus kratochvili Caporiacco, 1947[2] — Venezuela, Guyana